# Чэнь Юйси
Чэнь Юйси (кит. трад. 陳芋汐, упр. 陈芋汐, пиньинь Chen Yuxi; род. 11 сентября 2005, Шанхай) — китайская прыгунья в воду. Двукратная олимпийская чемпионка 2020 и 2024 годов, девятикратная чемпионка мира. Чемпионка летних азиатских игр 2022 года.

## Спортивная карьера
В 2008 году Юйси начала заниматься гимнастикой, а в 2011 году была отобрана руководителем шанхайской команды по прыжкам в воду для занятиями этим видом спорта. В начале 2017 года Чэнь поступила на обучение в шанхайскую команду по прыжкам в воду.
В сентябре 2018 года Чэнь выиграла национальный чемпионат по прыжкам в воду с вышки среди женщин в одиночном разряде на 10 метров и синхронном плавании на 10 метров в смешанном разряде, который проходил в Чунцине. В марте 2019 года она была включена в состав национальной сборной Китая по прыжкам в воду.
1 июля 2019 года Чэнь была включена в состав сборной Китая по прыжкам в воду на 18-м чемпионате мира по водным видам спорта, который прошёл в Кванджу. На этом турнире она завоевала золотую медаль на 10-метровой вышке, набрав 439 очков. 24 сентября 2019 года на национальном чемпионате по прыжкам в воду в Яньтае Чэнь победила на дистанции 10 метров с трамплина, набрав 428,85 балла. Чэнь и его партнер Чжан Цзяци также выиграли синхронные прыжки на 10 метров с трамплина, набрав 342,54 балла.
27 июля 2021 года на летних Олимпийских играх 2020 года в Токио Чэнь и Чжан завоевали золотую медаль в синхронном прыжке с 10-метровой вышки. 5 августа Чэнь завоевал серебряную медаль на 10-метровой вышке.
На чемпионате мира по водным видам спорта 2022 года в Будапеште Юйси снова завоевала золотую медаль по прыжкам с вышки с результатом 417,25 балла, опередив свою подругу по команде Цюань. В паре Чэнь и Цюань также выиграли золото в синхронных прыжках с вышки.
В 2023 году на Азиатских играх 2022 года в Ханчжоу Чэнь завоевала серебро в индивидуальных прыжках с вышки и золото в синхронных прыжках с 10-метровой вышки.
На летних Олимпийских играх 2024 года Чэнь стала двукратной олимпийской чемпионкой, завоевав золото в синхронных прыжках с вышки. В индивидуальных прыжках с вышки завоевала серебряную олимпийскую медаль.
В 2025 году на чемпионате мира в Сингапуре в смешанном командном соревновании, в синхронных прыжках с вышки, а также в индивидуальных прыжках с вышки завоевала три золотые медали. 